# نیکلاس د لا کروز
نیکلاس د لا کروز (انگلیسی: Nicolás De La Cruz؛ زادهٔ ۱ ژوئن ۱۹۹۷) بازیکن فوتبال اهل اروگوئه است.
از باشگاه‌هایی که در آن بازی کرده‌است می‌توان به باشگاه فوتبال ریور پلاته اشاره کرد.
وی همچنین در تیم‌های ملی فوتبال زیر ۲۰ سال اروگوئه، و اروگوئه بازی کرده‌است.